# Adeline Baldacchino
Pour les articles homonymes, voir Baldacchino.
Adeline Baldacchino, née le 1er mars 1982 à Rillieux-la-Pape (Rhône), est une magistrate française de l'ordre administratif financier (Cour des comptes), également essayiste, romancière et poète. Elle est membre du jury du Prix Apollinaire.

## Biographie

### Famille et jeunesse
Fille d'un père pied-noir d'origine maltaise, né en Centrafrique, et d'une mère d'origine iranienne[réf. nécessaire], Adeline Baldacchino effectue ses études secondaires à Nîmes, puis est admise en classes préparatoires au lycée Henri-IV. Elle mène ensuite des études de philosophie et d'ethnologie à l'université de Montpellier où elle obtient son DEA en 2005 avant d'entrer à Sciences Po Paris. Élève de l'ENA dont elle sort en 2009, elle intègre la Cour des comptes où elle devient conseillère référendaire en 2012, tout en menant des missions pour l’Organisation internationale de la francophonie ou pour l’Agence spatiale européenne.[réf. souhaitée]

### Années 2010
Elle publie ses premiers textes, en prose et en vers, dans les années 2000. Elle anime dans le même temps l'émission Peaux de poèmes sur Divergence FM, à Montpellier, en 2003 et propose régulièrement des lectures publiques de textes.
En 2013, elle publie Le Feu la flamme aux éditions Michalon, une biographie poétique de Max-Pol Fouchet. Un an plus tard, elle fait paraître Fragments inédits, de Diogène de Sinope, aux éditions Autrement,. Cette publication entraîne une vive réaction d'universitaires car les fragments en question ne sont pas inédits, mais traduits de l'anglais. Puis, dans un texte inspiré de George Orwell, sort un « réquisitoire positif » contre l'ENA, La Ferme des énarques, toujours chez Michalon,.
Son recueil 33 poèmes composés dans le noir (pour jouer avec la lumière) paraît en septembre 2015 aux éditions Rhubarbe. Elle conduit le séminaire de poésie contemporaine à l’université populaire de Caen et organise, depuis l’automne 2015, des rencontres mensuelles de poésie au théâtre Les Déchargeurs, à Paris, en partenariat avec Le Printemps des poètes.
Elle propose en 2016, avec Michel Onfray ou l'Intuition du monde (éditions Le Passeur), une lecture poétique du philosophe normand et travaille avec Patrice Franceschi à la parution de son manifeste Combattre !, en mars 2017. Elle publie en septembre 2017 un nouveau recueil de poèmes, dédié à sa mère, 13 poèmes composés le matin (pour traverser l'hiver), aux éditions Rhubarbe.
Son premier roman, Celui qui disait non, paraît en janvier 2018. Il relate l'histoire vraie d'August Landmesser, l'homme qui refusa de faire le salut hitlérien sur un quai de Hambourg en 1936, et d'Irma Eckler.
En 2019 paraît un recueil qui rassemble quinze années d'écriture en poésie, Théorie de l'émerveil, postfacé par Christophe Dauphin, ainsi qu'un essai politique, Notre insatiable désir de magie, où elle théorise le « principe d'Houdini », présenté comme « l’art d’échapper aux injonctions mortifères et aux alternatives binaires, pour redonner enfin toute sa place à l’imaginaire — et à l’action. »

### Années 2020
En 2020, elle travaille avec le grand rabbin de France, Haïm Korsia, sur son livre Réinventer les aurores, qui propose « un manifeste contre l’indifférence, un plaidoyer pour la fraternité, une politique de la jubilation et du bonheur retrouvé. » Deux recueils de poésie paraissent la même année, Le chat qui aimait la nuit, présenté comme une suite de treize contes cruels et doux, aux éditions Rhubarbe, illustré par Gaël Cuin, et De l'étoffe dont sont tissés les nuages, ode à l'amour et aux pouvoirs de la poésie, avec l'accompagnement plastique de Danielle Péan Le Roux aux éditions L'ail des ours.
Elle revendique régulièrement, dans ses écrits, son ancrage philosophique et politique libertaire,, et contribue, par des articles et des portraits, à la revue Ballast. Elle publie en août 2020 une suite au Banquier anarchiste de Fernando Pessoa, Le Testament du Banquier anarchiste (éditions Libertalia) dans laquelle elle imagine avec son co-auteur Édouard Jourdain un dialogue revisitant l'histoire du vingtième siècle à travers l'opposition de l'anarchisme individualiste et de l'anarchisme social.
En 2021, elle devient membre du jury du prix Guillaume-Apollinaire de poésie. Elle succède à Antoine Garapon à la direction de la collection « Le bien commun » aux éditions Michalon, et y publie en 2022 une biographie intellectuelle consacrée au philosophe belge Raoul Vaneigem, dans laquelle elle explore les rapports entre poésie et politique.
En 2023, elle consacre un essai à la Cour des comptes, Conter demain, Cour des comptes et démocratie au XXIe siècle, rédigé avec Camille Andrieu, elle aussi magistrate, et publie un recueil de chroniques de voyage, Microjubilations (Rhubarbe).
En mai 2023 paraît Une joie douce et sauvage (Michalon), ode à la maternité et à la petite enfance, où elle défend l'idée que création littéraire et expérience de la grossesse puis de la naissance se renforcent mutuellement.
En 2024, elle intègre le Conseil d'administration du Printemps des poètes.
Par décret du 20 mars 2025, il est mis fin, à sa demande, à la délégation dans les fonctions d'avocate générale à la Cour des comptes.

### Soutien au mouvement Femme, Vie, Liberté
Signant plusieurs tribunes, et participant à des événements du collectif Barâyé, elle s'implique publiquement pour la cause de la liberté des femmes iraniennes, dans le cadre du mouvement Femme, Vie, Liberté.

## Décorations
- Avril 2022 :  Chevalier de l'ordre des Arts et des Lettres[26].

## Œuvres

### Roman
- Celui qui disait non, Fayard, 2018 Prix MJLF 2018 du premier roman ;
prix Mottart 2018 de l'Académie française ;
prix Louis Marin 2018 de l'Académie des sciences morales et politiques ;
conseil de lecture estivale académie Goncourt, 2018.

### Essais
- Max-Pol Fouchet. Le feu la flamme, une rencontre, Michalon, 2013 Prix Docteur Carrière 2015 de l'Académie des sciences morales et politiques.
- Diogène Le Cynique (trad. Adeline Baldacchino (et présentation), préf. Michel Onfray), Fragments inédits, Paris, Autrement, coll. « Université populaire & Cie », octobre 2014, 176 p. (ISBN 978-2746739567)
- La Ferme des énarques, Michalon, 2015  (ISBN 9782347000622) extraits en ligne
- Blaise Cendrars, Duetto/Nouvelles Lectures, 2016
- Michel Onfray ou l'intuition du monde, Paris, Le Passeur Éditeur, janvier 2016, 233 p. (ISBN 978-2-36890-422-0, lire en ligne)
- Marguerite Yourcenar, Duetto/Nouvelles Lectures, 2018 ; réedition dans Passions d'écrivaines, Fidelio/Plon, 2022
- Notre insatiable désir de magie, Fayard, 2019
- Le Testament du banquier anarchiste, Dialogues sur le monde qui pourrait être, avec Édouard Jourdain, éditions Libertalia, 2020[27]
- Raoul Vaneigem. Une politique de la joie, Michalon, coll. « Le bien commun », 2022
- Conter demain, Cour des comptes et démocratie au XXIe siècle, avec Camille Andrieu, éditions de l'Aube/ Fondation Jean Jaurès, 2023
- Microjubilations, chroniques de la joie voyageuse, Rhubarbe, 2023
- Une joie sauvage et douce, Michalon, 2023

### Poésie
- Les Ombres du Graal, Clapas, 1999
- Que le mot d’escriture…, Clapas, 1999
- Il faut aimer avant de vivre, Clapas, 2000
- Ce premier monde…, Clapas, 2000
- Parois d'un miroir, Clapas, 2000
- Plein Masque, Clapas, 2000
- Voyages de la sève, Clapas, 2001
- Traduit de l'éclair, Clapas, 2001
- L'Outre-nuit, 2002
- Le Poème du (c)rien, hors-série de la revue 22 montée des poètes, 2004
- Petites peaux de poèmes, hors-série de la revue 22 montée des poètes, 2006
- L'Oiseau de Boukhara, Éditions Les Venterniers, 2015
- 33 poèmes composés dans le noir (pour jouer avec la lumière), Rhubarbe, 2015
- Re-génèse, micro-éditions Vertébrale, 2016
- 13 poèmes composés le matin (pour traverser l'hiver), Rhubarbe, 2017
- Théorie de l'émerveil, Les Hommes sans épaules, 2019
- Le chat qui aimait la nuit, 13 contes cruels et doux, Rhubarbe, 2020
- De l'étoffe dont sont tissés les nuages, L'Ail des ours, 2020
- La pulpe du monde, L'Atelier des noyers, 2023
- Par les chemins sublimes, L'Ail des ours, 2023
- Ce que nous sommes lorsque nul ne nous voit, L'Ail des ours, 2024

### Livres d'artiste
- La Chair et l'Ombre, peintures de Michel Rémaud, 4 planches originales sous coffret, 2017
- Notes-poèmes, peintures de Michel Rémaud, éditions Cénacle de Douayeul, 2018
- D'écrire, avec Sylvie Salmon, éditions Outrebleu, 2018 (sélection prix Apollinaire Découverte, 2019)
- L'Heure absolue, peintures de Michel Rémaud, 4 planches originales sous coffret, 2020
- A l'étoile qui danse, peintures de Michel Rémaud, 5 planches originales sous coffret, 2022

### Dans des anthologies
- Regards obliques, Encres vagabondes, 1999
- Anthologie de l'imaginaire, Rafael de Surtis, 2001
- 100 jeunes poètes font le printemps, Maison de la poésie, sélection du prix Rimbaud 2002 pour Rituel pour un amour
- Les Nouveaux Poètes français et francophones, JP Huguet, Les Lettres du temps, 2003
- Rimbaud 06, Maison de la poésie, sélection du prix Rimbaud 2006 pour Mystique des funambules
- Le Panorama des poètes, enquête sur la poésie francophone du XXIe siècle, Lemieux Éditeur, 2015
- Duos, 118 jeunes poètes de langue française, Maison de poésie Rhône-Alpes, 2018
- 28 Plumes et un pinceau, livre d'artiste de Pierre Zanzucchi, La feuille de thé, 2018
- Anthologie de jeunes poètes français, traduits en grec, Vakxikon, 2018
- La Beauté, anthologie du Printemps des poètes 2019, éditions Bruno Doucey, 2019
- Ces mots traversent les frontières, 111 poètes d’aujourd’hui, Le Castor astral, 2023

### Articles
- « Poésie, anarchie et désir », Ballast, décembre 2014[28]
- « Bookchin : écologie radicale et municipalisme libertaire », Ballast, octobre 2015[29]
- « Ursula Le Guin ou la politique en poésie », The Dissident, octobre 2015[30]
- « Iaroslavskaïa, l'insurgée », Ballast, juillet 2016[31]
- « Kenneth Rexroth, l'anarchiste érotico-mystique », Ballast, novembre 2016[32]
- « Poésie, anarchie et désir II », Ballast, septembre 2017[33]
- « Jules Supervielle, poète de la magie réparatrice », The Dissident, décembre 2017[34]
- « Margarete Buber-Neumann, survivre au siècle des barbelés », Ballast, mars 2018[35]
- « Du culte de la gouvernance à la gouvernance de la culture », AOC, octobre 2018[36]
- « Claude Cahun, aucune femme n'est une île », Ballast no 7, janvier 2019[37]
- « Forough Farrokhzad, une rébellion iranienne », Ballast, mars 2019[38]
- « La dernière toile, Miro et Salvador Puig i Antich », Ballast no 8, septembre 2019[39]
- « Le chien de Diogène : imaginaire, mémoire et politique », Ballast, septembre 2019[40]
- « Le retour du refoulé magique ou la double revanche de Castoriadis », AOC, novembre 2019[41]